# F 4 (sous-marin)
Pour les articles homonymes, voir F4.
Le F 4 est un sous-marin italien de la classe F, lancé pendant la Première Guerre mondiale et en service dans la Regia Marina.

## Caractéristiques
La classe F déplaçait 260 tonnes en surface et 320 tonnes en immersion. Les sous-marins mesuraient 46,63 mètres de long, avaient une largeur de 4,22 mètres et un tirant d'eau de 2,62 mètres. Ils avaient une profondeur de plongée opérationnelle de 40 mètres. Leur équipage comptait 2 officiers et 24 sous-officiers et marins.
Pour la navigation de surface, les sous-marins étaient propulsés par deux moteurs diesel FIAT de 325 chevaux-vapeur (cv) (239 kW) chacun entraînant deux arbres d'hélices. En immersion, chaque hélice était entraînée par un moteur électrique Savigliano de 250 chevaux-vapeur (184 kW). Ils pouvaient atteindre 12,3 nœuds (22,8 km/h) en surface et 8 nœuds (14,8 km/h) sous l'eau. En surface, la classe F avait une autonomie de 1 200 milles nautiques (2 222 km) à 9,3 noeuds (17,22 km/h); en immersion, elle avait une autonomie de 139 milles nautiques (257 km) à 1,5 noeuds (2,77 km/h).
Les sous-marins étaient armés de 2 tubes lance-torpilles à l'avant (proue) de 45 centimètres, pour lesquels ils transportaient un total de 4 torpilles. Sur le pont arrière se trouvait 1 canon antiaérien Armstrong de 76/30 mm pour l'attaque en surface. Ils étaient également équipés d'une mitrailleuse Colt de 6,5 mm.

## Construction et mise en service
Le F 4 est construit par le chantier naval Orlando (Cantiere navale fratelli Orlando) de Livourne en Italie, et mis sur cale le 8 juin 1915. Il est lancé le 19 novembre 1916 et est achevé et mis en service le 18 janvier 1917. Il est commissionné le même jour dans la Regia Marina.

## Historique
Opérationnel en janvier 1917, le F 4 est placé sous le contrôle du Commandement en chef du département de La Spezia,.
Il est employé dans le nord de la mer Tyrrhénienne et dans la région de La Maddalena, effectuant des croisières et des patrouilles anti-sous-marines,.
Le 3 avril 1917, en route de La Maddalena vers La Spezia avec l'escorte de l'unité de soutien Ercole, il attaque avec son canon de pont un sous-marin ennemi qui plonge et s'éloigne,.
Le 7 juillet 1917, alors qu'il se trouve dans le port de La Spezia, une mauvaise manœuvre est effectuée dans la salle de lancement des torpilles qui provoque l'envahissement du sous-marin: le F 4, abandonné par l'équipage (sans victime), gîte sur tribord et coule par l'avant sur une eau peu profonde et en forte pente,.
Il est renfloué et placé en cale sèche, reprenant du service après plusieurs mois de travaux.
Le 23 octobre 1918, il est affecté au IIIe Escadron de sous-marins et déployé à Brindisi,.
Il n'a plus effectué de missions de guerre jusqu'à ce qu'il soit désarmé à la fin de la guerre.
Radié le 1er septembre 1919, il est envoyé à la casse.